# Укрштена латералност
Укрштена латералност или мешовита латералност (енгл. cross-dominance, фр. latéralité croisée), термин је који се користи за особе које су леворуке и десноруке. Овај термин је познат као и мешовита рука, особа даје предност једној руци за неке задатке, а другој руци за друге.

## Дефиниција
Доминантна рука код деце је установљена са сигурношћу тек од 3. до 5. године живота, пре тога деца неселективно користе обе руке. Сазревањем централног нервног система (део нервног система који састоји се од мозга и кичмене мождине) развија се преференцијална употреба руке и утврђује се латералност. Код установљене укрштене латералности деца ће користити на пример десну руку као доминантну док ће му доминантно око бити лево.